# Джулія Ґалеф
Джулія Ґалеф (англ. Julia Galef [ˈɡeɪləf]; нар. 4 липня 1983) — американська письменниця, спікерка та співзасновниця Центру прикладної раціональності. Вона веде Rationally Speaking, офіційний подкаст неприбуткової організації New York City Skeptics, який створила 2010 року та вела від самого початку, її співведучий — філософ Массімо Пілюччі. До 2015 року продюсером подкасту був Бенні Поллак.

## Життєпис
Ґалеф народилася 1983 року в Мериленді. Здобула ступінь бакалавра статистики в Колумбійському університеті. 2010 року увійшла до ради директорів New York City Skeptics. 2012 року стала співзасновницею та президенткою некомерційного Центру прикладної раціональності. Організація також проводить майстер-класи, під час яких навчає людей регулярно застосовувати стратегії, основані на принципах раціональності, з метою покращення їхніх навичок міркування та ухвалення рішень, а також досягнення цілей. 2015 року її було обрано членкинею Комітету скептичних розслідувань.

## Популяризація дослідження раціональності
2009 року Ґалеф почала вести подкаст Rationally Speaking  разом із філософом науки Массімо Пілюччі. Перший епізод вийшов 1 лютого 2010 року. На шоу вели розмови з такими публічними інтелектуалами, як Ніл де Грасс Тайсон, Лоуренс Краусс, Джеймс Ренді та Пітер Сінґер.
Ґалеф часто говорить про раціональність і модерує дебати на скептичних конференціях. Вона виступає з відкритими лекціями для таких організацій, як Center for Inquiry та Secular Student Alliance. З 2010 по 2015 рік була спікеркою Північно-східної конференції з науки та скептицизму.

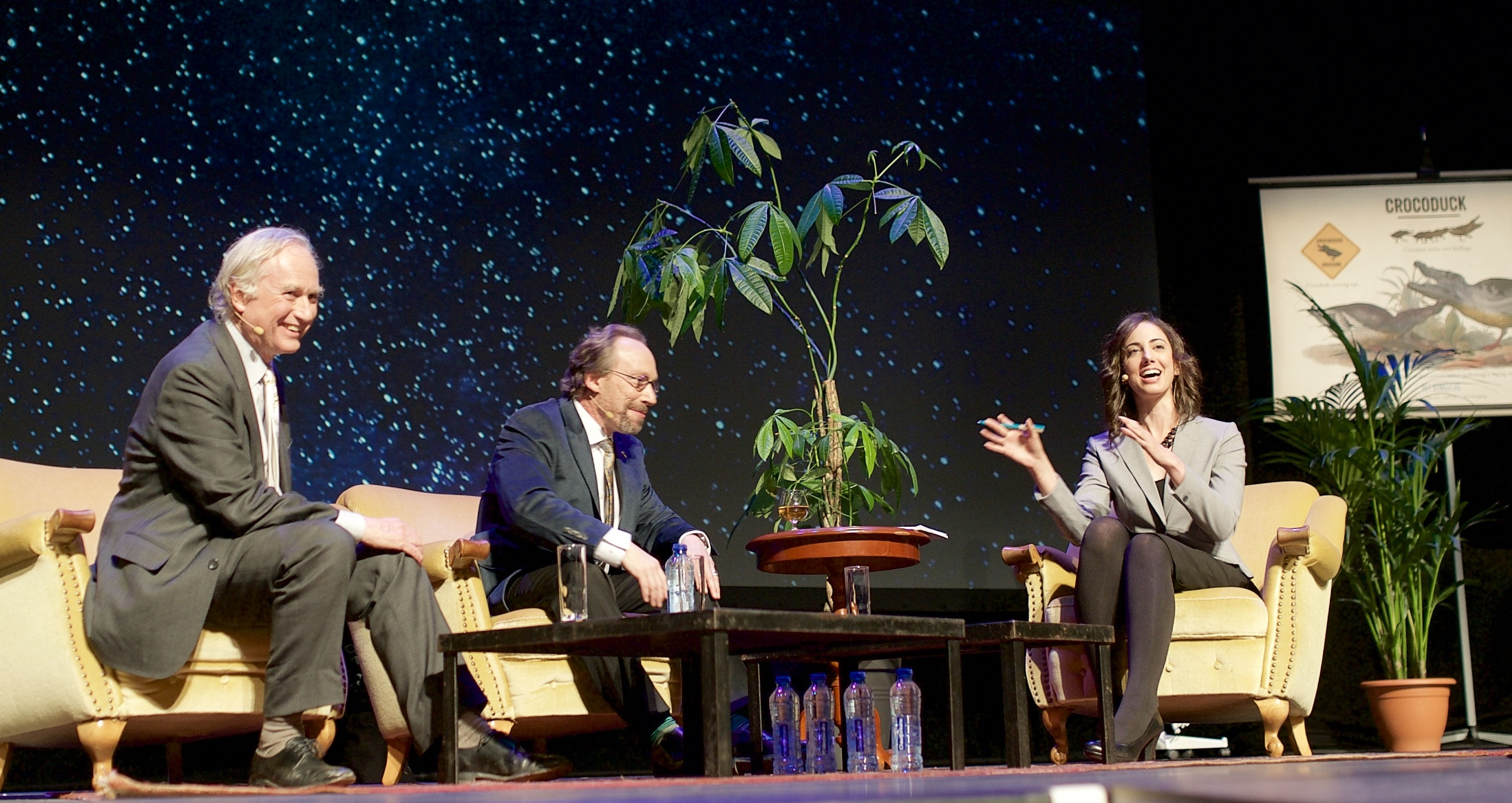
Ґалеф (справа) на Het Denkgelag 2015 модерує розмову між Річардом Докінзом і Лоуренсом Краусом

2011 року Ґалеф разом з братом почала вести блог Measure of Doubt, а також писала для Religion Dispatches і Scientific American. З квітня 2015 року вона є єдиною ведучою подкасту Rationally Speaking. Про діяльність Ґалеф як письменниці, подкастерки та президентки Центру прикладної раціональності писали The Atlantic, The Verge і NPR.
2014 року вона написала кілька статей і записала кілька коротких відео для Big Think, деякі з них є частиною семінарів Big Think Mentor. 2014 року, після того, як стала експерткою з питань раціональності на порталі Big Think, дала інтерв’ю Forbes, Fast Company і The Wall Street Journal. Зокрема, увагу привернула її ідея ведення «журналу сюрпризів», що є одним із прийомів, які Ґалеф використовує для запису інцидентів, коли її очікування виправдалися, щоб розпізнавати особисті хибні припущення, які викривають та урівноважують «сліпу пляму упередженості». За словами Ґалеф, можна легше скоригувати внутрішні переконання, представивши нові докази як сюрприз.
У лютому 2016 року Ґалеф виступила з доповіддю на TED на тему: «Чому ви думаєте, що маєте рацію — навіть якщо ви помиляєтеся», заохочувала до критичного самоскептицизму та пріоритетності формування правильного погляду за допомогою «розвідувального мислення» замість того, щоб утверджувати правильність власного погляду через «солдатське мислення». Цю розмову висвітлювали в програмі TED Radio Hour National Public Radio у листопаді 2016 року.
2021 року видавництво Penguin опублікувало її першу книжку «Мислення розвідника. Як припинити обманювати себе й побачити найкраще рішення» (англ. The Scout Mindset: Why Some People See Things Clearly and Others Not).

## Уявлення про раціональність
Джулія Ґалеф часто пояснює поширені непорозуміння та популярні помилкові уявлення про раціональність. Вона часто розрізняє концепції «епістемічної раціональності» Річарда Фолі та «інструментальної раціональності» Макса Вебера. Вона описує епістемічну раціональність як спосіб міркування відповідно до логіки та принципів теорії ймовірності для формування переконань і висновків. Та навпаки, описує інструментальну раціональність як процес прийняття рішень, у якому люди обирають дію, яка максимізує корисність, яку вони очікують, незалежно від їхніх цілей.
Ґалеф обговорювала концепцію «Солом'яного вулкана», спочатку створену вебсайтом TV Tropes, щоб описати неправильне сприйняття раціональності як способу мислення, який заперечує такі емоції, як любов, і не цінує красу. Це стосується вигаданого персонажа Спока (напіввулканець) у фільмі «Зоряний шлях», якого часто бачать як приклад цієї карикатури на раціональність. Ґалеф стверджує, що, враховуючи величезну ірраціональність, яку Спок бачив у людях, його неспроможність скоригувати свої очікування щодо здатності людей приймати раціональні рішення сама по собі є випадком ірраціональності.

## Переклади українською
2023 року у видавництві «Наш Формат» вийшов український переклад книжки «Мислення розвідника. Як припинити обманювати себе й побачити найкраще рішення». Перекладачка — Наталія Яцюк.

## Зовнішні посилання
- Офіційний сайт
- Rationally Speaking Podcast
- Youtube videos